# Камалатмика
В индуизме Камала (санскр. कमला) или Камалатмика (санскр. कमलात्मिका) — это Деви во всей полноте её изящного аспекта. Она сидит на лотосе, и её имя дословно переводится как «она из лотоса», что является эпитетом богини Лакшми. Камала — приносящая процветание, плодородие и удачу, богиня, которую также сопровождают слоны. Она считается десятой и последней Махавидьей. Это последняя форма богини Ади Парашакти.

## Иконография
Камалатмика изображается с золотистым цветом лица. Её окружают четыре больших слона, которые выливают на неё амриту (нектар бессмертия) из калашей (кувшинов). У неё четыре руки. В двух руках она держит два лотоса, а две другие её руки находятся в Абхая-мудре (жест, означающий уверенность) и Вара-мудре (жест, дарующий блага) соответственно. Она изображена сидящей в падмасане на лотосе, символе чистоты.
Шива Пурана сообщает:
«дашамах камалах шамбхурбхуктимуктифалапрадах ।। камала гириджа татра свабхактапарипалини ।। эте дашамитах шайва аватарассукхапрадах ।। бхуктимуктипрадашчаива бхактанам сарвадассатам ।।» (Шива Пурана 3:17:11-12)
Что означает:
«Десятое воплощение Шамбху известно как «Камал (санскр. कमल)», дарующий радость здесь и освобождение в будущем; и проявление Гириджи там называется «Камала (कमला)», которая полностью заботится о своих преданных. Это десять проявлений Шивы и Шакти, дарующей счастье, дарующей материальные блага здесь и освобождение в будущем своим преданным».